# François al-Hajj
François al-Hajj (Rmeish (Gouvernement Nabatiye), 28 juni 1953 - Baabda (Gouvernement Jabāl Lubnān), 12 december 2007) was een Libanese brigadegeneraal en maronitisch christen. Hij gold als de tweede man van het Libanese leger en stond bekend als anti-Syrisch.

## Militaire loopbaan
Al-Hajj ging in 1972 naar de militaire academie en sloot in 1975 zijn militaire opleiding af. Hij werd vervolgens beroepssoldaat in het Libanese leger. In de tweede helft van de jaren zeventig vocht hij in het zuiden van Libanon tegen de bezetting door het Israëlische leger. In de jaren tachtig was hij boven de rivier de Litani gestationeerd. 
Tijdens de binnenlandse gevechten van 1988-1989 vocht hij onder het commando van generaal Michel Aoun tegen de militie van Samir Geagea, later ook tegen het Syrische leger toen deze de zogenoemde vrije zones in West-Beiroet aanviel. In 2002 werd hij bevorderd tot brigadegeneraal.
Zijn laatste militaire functie was die van hoofd militaire operaties. In die hoedanigheid leidde hij in het voorjaar en de zomer van 2007 de succesvol verlopen militaire acties tegen islamistische militanten van de Fatah al-Islam die zich in het in Noord-Libanon gelegen Palestijnse vluchtelingenkamp Nahr al-Bared ophielden.
Als maroniet was Al-Hajj een mogelijke kandidaat voor het opperbevelhebberschap van het Libanese leger, als opvolger van Michel Suleiman, die in de race is voor het presidentschap van Libanon.

## Aanslag
Op 12 december 2007 werd hij op 54-jarige leeftijd samen met zijn lijfwacht het slachtoffer van een autobom in een zwaar beveiligd gedeelte van Baabda, een christelijke voorstad van Beiroet, waar het (leegstaande) presidentiële paleis en veel ambassades zijn gevestigd. De bom was buitengewoon zwaar, tientallen personen raakten gewond, diverse auto's brandden uit en nabijgelegen gebouwen leden grote schade. Al-Hajj was op weg naar het hoofdkwartier van het Libanese leger, dat zich in het even verderop gelegen Yarzeh bevindt.
In Libanon worden al jaren mensen door aanslagen om het leven gebracht, het is echter voor het eerst dat een hoge militair van het Libanese leger slachtoffer is geworden.